# Gare de Relizane
La gare de Relizane est une gare ferroviaire algérienne située sur le territoire de la commune de Relizane, dans la wilaya de Relizane.

## Situation ferroviaire
La gare de Relizane est située à une altitude de 67,490 m, au point kilométrique (PK) 295,626 de la ligne d'Alger à Oran, où elle est précédée de la gare de Oued El Djemaa et suivie de celle de Yellel.
| \| Relizane Oued El Djemaa Oued Rhiou Yellel \| Localisation de la gare de Relizane dans sa wilaya. |
| Relizane Oued El Djemaa Oued Rhiou Yellel                                                           |

## Histoire

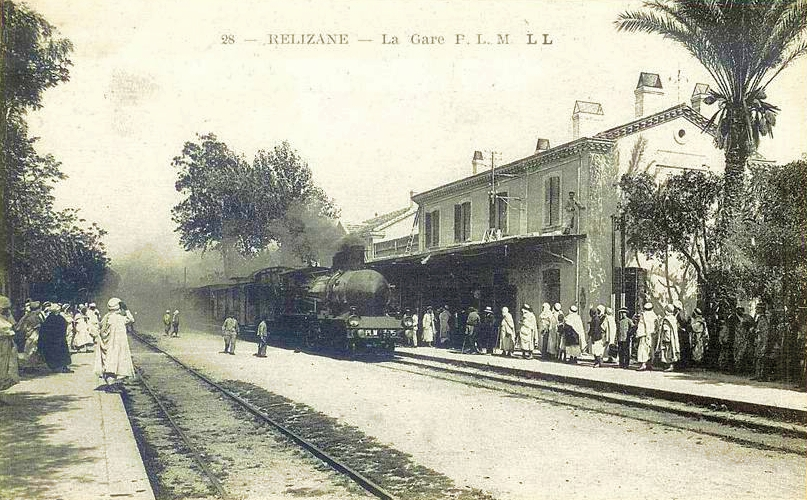
Intérieur de la gare au début du XXe siècle.

La gare de Relizane est construite pour l'ouverture de la section d'Oran à Relizane du chemin de fer d'Alger à Oran. Elle est mise en service le 1er novembre 1868 lors de l'ouverture de cette section.
La section suivante, de Relizane à Affreville (Khemis Miliana) est mise en service le 15 juin 1870.
Le 15 mai 1888, la section de Mostaganem à Relizane de la ligne de La Macta à Trumelet est mise en service. Puis, le 20 février 1889, c'est la section de Relizane à Tiaret, via Oued El Abtal et Mechraa Safa, de cette ligne qui est ouverte. La gare devient alors une des plus importantes gare de bifurcation de l'époque en Algérie, au point de croisement de la ligne d'Alger à Oran avec celle de Mostaganem à Tiaret même si la différence d'écartement des voies (voie normale pour la première et voie étroite pour la seconde) ne permettait pas le passage des trains de l'une à l'autre.
En 1925, une nouvelle section de Relizane à Mechraa Safa, via Zemmora, remplace celle via Oued El Abtal qui est abandonnée à  la suite des nombreuses crues de l'oued Mina qui rendaient la ligne souvent impraticable,.

## Service des voyageurs

### Dessertes
La gare de Relizane est desservie par :
- les trains grandes lignes de la liaison Alger - Oran[6],[7] ;
- les trains régionaux des liaisons :
  - Oran - Chlef[8] ;
  - Oran - Relizane[9].